# CN Возничего
CN Возничего (лат. CN Aurigae) — одиночная переменная звезда в созвездии Возничего на расстоянии приблизительно 2800 световых лет (около 858 парсеков) от Солнца. Видимая звёздная величина звезды — от +12,6m до +11,5m.

## Характеристики
CN Возничего — красная пульсирующая полуправильная переменная звезда типа SRB (SRB) спектрального класса M6. Эффективная температура — около 3295 К.